# Jeneffe (Luik)
Jeneffe is een plaats en deelgemeente van de Belgische gemeente Donceel.
Jeneffe ligt in de provincie Luik. Tot 1 januari 1977 was het een zelfstandige gemeente.

## Bezienswaardigheden
- De Onze-Lieve-Vrouw-Geboortekerk (Église de la Nativité de la Sainte-Vierge) heeft een 13e-eeuwse kern, een deels 16e-eeuws gotisch schip met zijbeuken van 1754 en een koor van 1739. De toren heeft invloeden ondergaan van de 16e tot en met de 19e eeuw.
- De Sint-Eligiuskapel (Chapelle Saint-Eloi) heeft een kern van omstreeks 1615 in natuursteen. Vooral in de 19e eeuw, zoals in 1849, werden reparaties in baksteen uitgevoerd.

## Natuur en landschap
De hoogte aan de kerk bedraagt 161 meter.

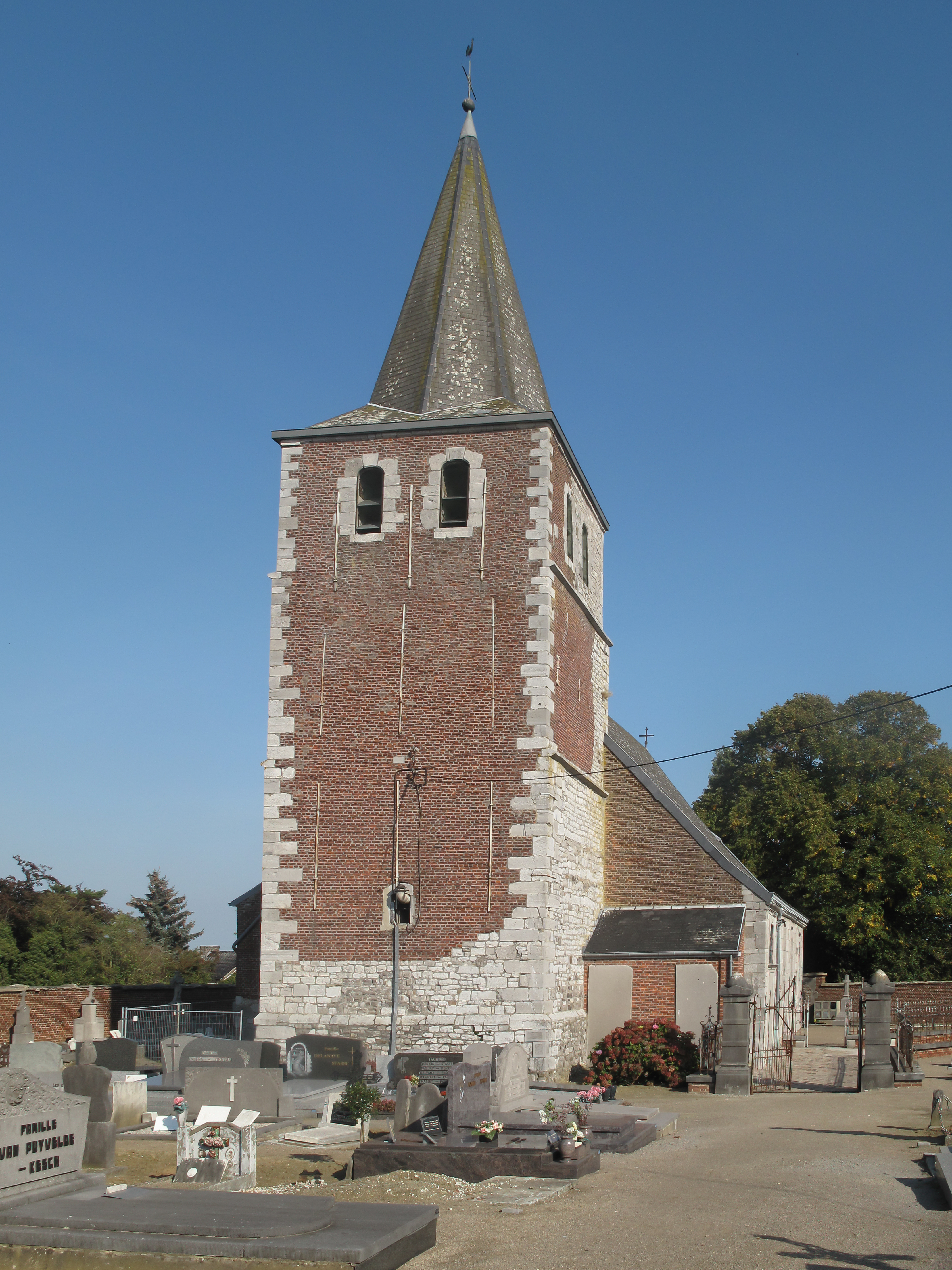
Jeneffe, kerk

## Demografische ontwikkeling
- Bronnen:NIS, Opm:1831 tot en met 1970=volkstellingen

## Nabijgelegen kernen
Haneffe, Horion, Roloux, Noville, Momalle, Remicourt, Limont